# Softbal op de Olympische Zomerspelen 2008 (kwalificatie)
Deze pagina beschrijft de kwalificatie voor het softbaltoernooi op de Olympische Zomerspelen 2008.
Er zullen aan deze sport alleen vrouwen meedoen; mannen strijden om de prijzen bij honkbal.

## Opzet
Acht teams doen mee aan het toernooi. Gastheer China was automatisch geplaatst.

## Kwalificatie
De acht teams in het toernooi kwalificeerden zich via een serie toernooien. Het gastland China is al verzekerd van een plaats bij deze acht. Daarnaast plaatsen zich de beste vier van het WK softbal in 2006 en de winnaars van de drie regionale olympische kwalificatietoernooien.

## Kwalificatieschema
| Datum               | Toernooi                                 | Locatie            | Gekwalificeerd                          |
| ------------------- | ---------------------------------------- | ------------------ | --------------------------------------- |
|                     | Gastland                                 |                    | Volksrepubliek China                    |
| 20-29 augustus 2006 | WK 2006                                  | Peking, China      | Verenigde Staten Japan Australië Canada |
| 9-16 juni 2007      | Europees-Afrikaans kwalificatietoernooi  | Triëst, Italië     | Nederland                               |
| 1-5 februari 2007   | Aziatisch-Oceanisch kwalificatietoernooi | Tainan, Taiwan     | Chinees Taipei                          |
| 18-26 augustus 2007 | Pan-Amerikaans kwalificatietoernooi      | Caracas, Venezuela | Venezuela                               |

Eindrangschikking kwalificatietoernooien, met het gastland cursief:
Europa/Afrika
1. Nederland
2. Italië
3. Tsjechië
4. Griekenland
5. Groot-Brittannië
6. Rusland
7. Kroatië
8. Zuid-Afrika
9. Bulgarije
10. Slowakije
11. Nigeria

Azië/Oceanië
1. Chinees Taipei
2. Nieuw-Zeeland
3. Noord-Korea
4. Zuid-Korea
5. Filipijnen
6. Singapore

Amerika
1. Venezuela
2. Puerto Rico
3. Cuba

Atletiek · 
Badminton · 
Basketbal · 
Boksen · 
Boogschieten · 
Gewichtheffen ·
Gymnastiek · 
Handbal · 
Hockey · 
Honkbal · 
Judo · 
Kanovaren · 
Moderne vijfkamp · 
Paardensport · 
Roeien ·
Schermen · 
Schietsport ·
Schoonspringen ·
Softbal ·
Synchroonzwemmen ·
Taekwondo ·
Tafeltennis ·
Tennis ·
Triatlon ·
Voetbal · 
Volleybal ·
Waterpolo ·
Wielersport · 
Worstelen ·
Zeilen ·
Zwemmen